# Wet op de dierenbescherming
De Wet op de dierenbescherming was een Nederlandse wet die vastgesteld is in 1961. Doel is voorzieningen te treffen op het gebied van dierenbescherming voor onder andere honden, katten en mestkalveren. Met de inwerkingtreding van de Wet dieren is de Wet op de dierenbescherming per 1 juli 2014 ingetrokken.

## Uitvoering door het Rijk
De Minister van Landbouw, Natuur en Voedselkwaliteit stelt regels voor het houden van :
- een waak- of heemhond
- mestkalveren

De Minister van Onderwijs, Cultuur en Wetenschappen stelt een lijst met dieren samen waarvoor eigenaren of houders een vergunning bij de Minister moeten aanvragen om deze dieren tentoon te stellen of te vertonen, af te richten of voor verkoop op voorraad te hebben.

## Uitvoering door de Gemeente
Voor het uitoefenen van bedrijfsmatige activiteiten met katten en/of honden (voor onder andere fokkers, kennels, dierenwinkels, dierenartsen en hondentrainers) is een vergunning van de gemeente nodig.

## Uitvoering door de Politie
De politie is 's nachts bevoegd loslopende honden en katten op te vangen in de openbare buitenruimte. Als honden en katten een gevaar vormen andere dieren mag de politie deze ook overdag en ook op erven van huizen vangen en als dat niet lukt zelfs doden. De politie laat dit weten aan de eigenaar of houder van het dier als die bekend is. Die moet op straffe van een geldboete het dier, als die nog in leven is, binnen twee weken ophalen.